# Stigmatura napensis
El rabicano menor (en Ecuador y Venezuela) (Stigmatura napensis), también denominado rabicano pequeño, tiranuelo coludo (en Colombia) o moscareta-coleadora menor (en Perú), es una especie de ave paseriforme de la familia Tyrannidae, perteneciente al género Stigmatura. Es nativa del norte de América del Sur.

## Distribución y hábitat
Se distribuye a lo largo de los grandes ríos del oeste y centro de la Amazonia, desde el este de Ecuador (río Napo) y este de Perú (ríos Napo, Ucayali, y Amazonas), pasando por el extremo sureste de Colombia (cerca de Leticia), hacia el este hasta el centro de la Amazonia brasileña (hasta el bajo río Tapajós); también una población aislada (posiblemente un taxón no descrio) en la cuenca del río Orinoco en el extremo oriental de Colombia (Vichada) y suroeste de Venezuela (oeste de Amazonas).
Esta especie es considerada bastante común en su hábitat natural: las islas ribereñas con crecimientos jóvenes abajo de los 300 m de altitud.

## Descripción
Es un ave pequeña, mide 13,5 cm de longitud, menor que su pariente, el rabicano mayor (Stigmatura budytoides). Sus partes superiores son de color oliva grisáceo con una lista superciliar amarilla; las alas y la cola son gris oscuro, las alas con un ancho parche longitudinal y bordes blanquecinos y la cola ampliamente punteada y bordeada de blanco amarillento y con blanco en la base. Por abajo es amarillo. La subespecie bahiae difiere por ser más pardo por arriba y más apagado y más pardo amarillento por abajo. A menudo mantiene su larga cola alzada bien arriba de la horizontal.

## Comportamiento
Es similar a su pariente S. budytoides, es muy activa y a menudo atrevida, usualmente anda en pares por la densa vegetación arbustiva pero no es difícil de ser observada. Prefiere formaciones de árboles de Tessaria.

### Alimentación
Se alimenta principalmente de insecto, que busca intensamente entre el follaje y las ramas y a veces en el suelo.

### Vocalización
El canto incluye un quejoso «kuiiurt?» o «kuiiurt?kuii», algunas veces terminando en un amontonado de notas, a menudo en una distintiva cadencia, por ejemplo «kui-kuu-kurr, kui-kuu-kurr», dado en dúo.

## Sistemática

### Descripción original
La especie S. napensis fue descrita por primera vez por el ornitólogo estadounidense Frank Michler Chapman en 1926 bajo el nombre científico Stigmatura budytoides napensis; la localidad tipoes: «unión de los ríos Curaray y Napo, Perú»; el holotipo, un macho adulto recolectado el 10 de diciembre de 1925, se encuentra depositado en el Museo Americano de Historia Natural, en Nueva York, bajo el número AMNH 211014.

### Etimología
El nombre genérico femenino «Stigmatura» se compone de las palabras griego «stigma, stigmatos» que significa ‘punto’, ‘mancha’, y «oura» que significa ‘cola’; y el nombre de la especie, napensis, se refiere a la localidad tipo, el río Napo, en Perú./>  

### Taxonomía
Durante mucho tiempo, el rabicano de Bahía (Stigmatura bahiae) fue tratada como una subespecie de la presente por diversos autores y clasificaciones. Algunos autores, como Ridgely & Tudor (2009), ya la consideraban como especie plena, con base en diferencias morfológicas y de vocalización con la especie nominal. Sin embargo, esto no era seguido por la mayoría de las clasificaciones, como el Comité de Clasificación de Sudamérica (SACC) y otros.
Más recientemente Aves del Mundo (HBW) y Birdlife International (BLI) consideraron a Stigmatura bahiae como una especie separada con base en la gran distancia geográfica de la nominal, diferencias de vocalización y diferencias menores de plumaje; lo que fue seguido por las principales clasificaciones.
Algunos autores, como ClementsChecklist/eBird consideran a la población del delta del Orinoco como una subespecie no descrita.